# Sứa đỏ
Sứa đỏ (Rhopilema esculentum) là một loài sứa.

## Thực phẩm

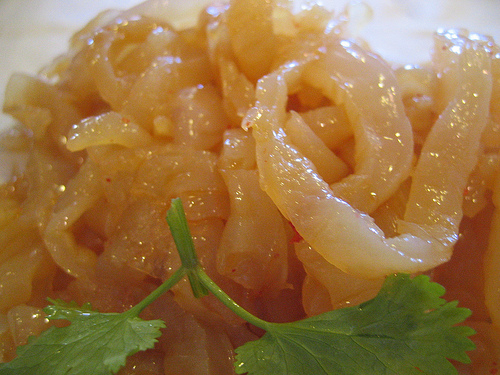
Nộm sứa đỏ

Ở các nước châu Á, sứa đỏ được dùng làm nộm hoặc ăn khô. Mỗi năm Nhật Bản tiêu thụ khoảng 13 tấn sứa đỏ. Ở Trung Quốc và Malaysia, loài sứa được ăn khô, chẳng hạn như nướng lụi. Sứa đỏ có giá trị dinh dưỡng cao, thơm ngon, mát bổ mang mùi vị của biển và vị ngọt mát. Ở Việt Nam có hai loại sứa là: sứa đỏ và sứa trắng nhưng sứa đỏ có giá trị kinh tế cao hơn nhiều so với sứa trắng. Sứa đỏ sau khi đánh bắt được không cần chế biến có thể xuất bán ngay. Sứa có tác dụng thanh nhiệt, mát, giảm huyết áp cao, giảm ho... Chế biến món ăn với sứa như: nộm sứa hay còn gọi là gỏi sứa, bún hoặc phở với sứa...